# Tamara Danilova
Tamara Petrovna Danilova (rusko Тамара Петровна Данилова), ruska atletinja, * 30. julij 1939, Leningrad, Sovjetska zveza.
Nastopila je na poletnih olimpijskih igrah leta 1972, kjer je osvojila četrto mesto v metu diska. Na evropskih prvenstvih je dosegla uspeh kariere z osvojitvijo naslova prvakinje leta 1969.